# Xanthoparmelia subtortula
Xanthoparmelia subtortula är en lavart som först beskrevs av Hale, och fick sitt nu gällande namn av Elix. Xanthoparmelia subtortula ingår i släktet Xanthoparmelia och familjen Parmeliaceae.   Inga underarter finns listade i Catalogue of Life.